# Coloni (Formel 1)
Coloni ist ein italienisches Motorsport-Team aus der umbrischen Gemeinde Passignano sul Trasimeno bei Perugia, das im Januar 1982 von Enzo Coloni unter dem Namen Enzo Coloni Racing Car Systems gegründet wurde und sich von 1987 bis 1991 regelmäßig zu den Läufen der Formel-1-Weltmeisterschaft meldete. In dieser Rennklasse gehört Coloni zu den Teams mit den wenigsten sportlichen Erfolgen. In zwei aufeinanderfolgenden Jahren gelang es ihm als einzigem Team in der Formel-1-Geschichte nicht, sich zu einem Rennen zu qualifizieren. In den insgesamt viereinhalb Jahren seiner Bewerbung konnte der Rennstall nur an 14 Rennen teilnehmen und erzielte dabei keinen einzigen Weltmeisterschaftspunkt. Eine gewisse Bekanntheit erreichte der Rennstall durch eine Verbindung mit dem japanischen Automobilhersteller Subaru, den Enzo Coloni 1990 kurzzeitig als Motorenhersteller in der Formel 1 zu etablieren versuchte.
Bis 2012 war der Rennstall unter der Bezeichnung Scuderia Coloni in der GP2-Meisterschaft engagiert, zog sich aber zum Ende des Jahres 2012 aus der Serie zurück. Heute firmiert das Unternehmen unter der Bezeichnung Paolo Coloni Racing. Seit 2013 unterhält es kein eigenes Motorsportteam mehr.

## „König der Nichtqualifizierten“ – Hintergrund und Ursachen

### Erfolge in kleineren Klassen

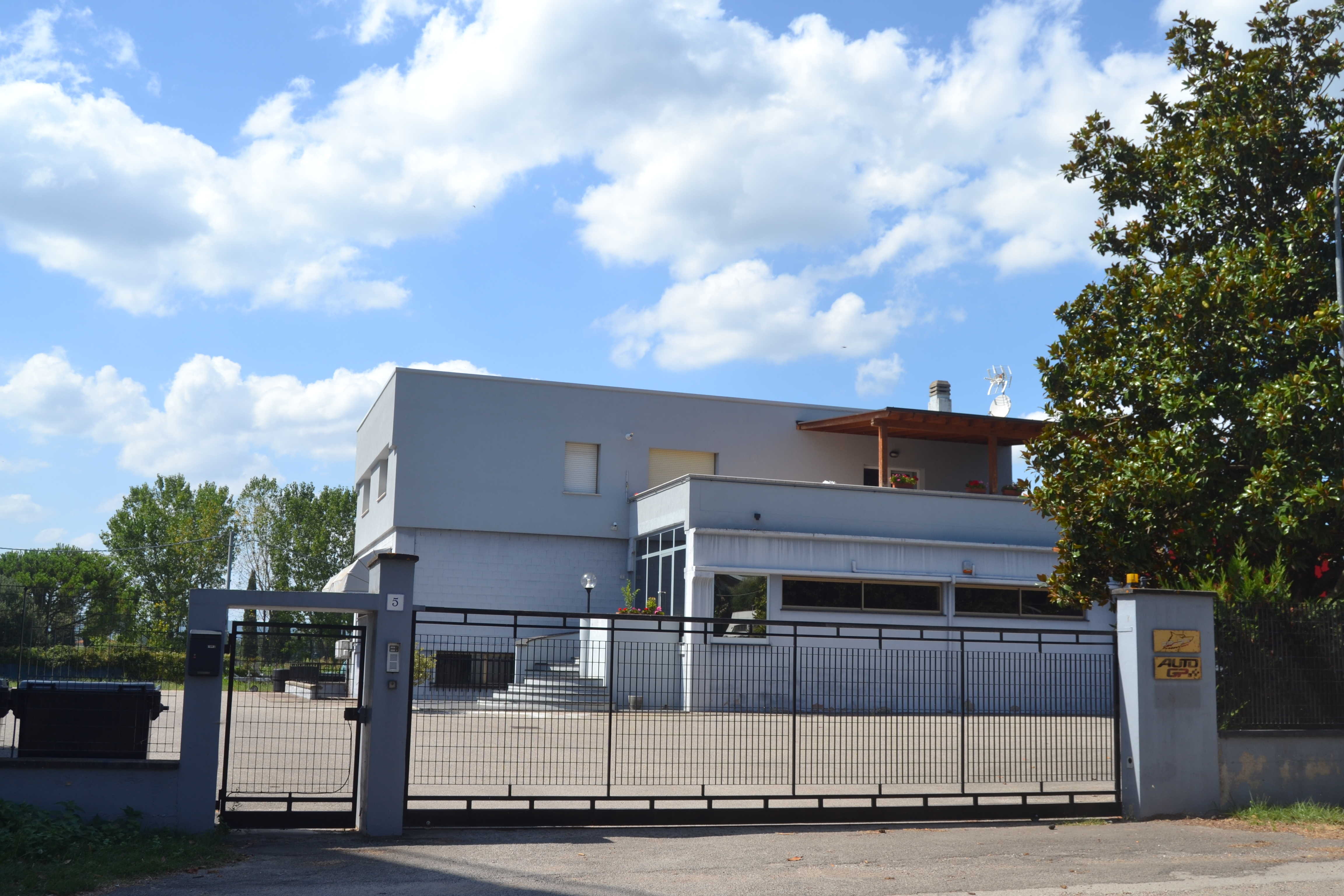
Unternehmenssitz in Passignano sul Trasimeno

Das Team Enzo Coloni Racing Car Systems war von 1982 bis 1987 „eine feste Größe“ in der italienischen Formel-3-Meisterschaft. 1982, in seinem letzten Jahr als aktiver Fahrer, wurde Teamgründer Enzo Coloni Meister dieser Serie; in den folgenden Jahren gingen die Titel an Colonis Fahrer Alessandro Santin, Ivan Capelli und Nicola Larini. 1986 beteiligte sich Coloni zudem an der Internationalen Formel-3000-Meisterschaft. Colonis Fahrer Gabriele Tarquini erzielte hier mit einem veralteten March 85B sieben Meisterschaftspunkte und schloss die Saison als Zehnter der Fahrerwertung ab.
Für Enzo Coloni diente das Jahr in der Formel 3000 lediglich als Vorbereitung für den Aufstieg in die Formel 1, für den die Saison 1987 ein günstiger Zeitpunkt zu sein schien: Ab 1987 waren – im Gegensatz zum Vorjahr, in dem ausschließlich mit Turbotriebwerken gefahren werden musste – alternativ wieder Saugmotoren zugelassen, und es war bereits klar, dass ab 1989 alle Teams mit herkömmlichen Saugmotoren antreten müssten. Diese im Juli 1986 beschlossene Regeländerung ließ erwarten, dass die Formel 1 wieder wie vor der Turboära mit geringerem finanziellen Aufwand betrieben werden konnte.

### Statistik des Scheiterns
In der Formel 1 stieß das Team bald an seine Grenzen: Die Erfolge, die Enzo Coloni in kleineren Rennklassen erreicht hatte, konnte er in der höchsten Klasse des Formelsports nicht wiederholen. Zwischen Herbst 1987 und Herbst 1991 meldete sich sein Rennstall zu 82 Großen Preisen. In dieser Zeit qualifizierte sich das Team nur zu 14 Rennen, und insgesamt gab es lediglich vier Zielankünfte, die allesamt im Jahr 1988 zu verzeichnen waren. Colonis letzte Rennteilnahme fand im Herbst 1989 in Portugal statt. Bei den folgenden 35 Rennen überstand Coloni nie die Qualifikation; in 27 Fällen scheiterte das Team bereits in der Vorqualifikation. Kein anderes Team der Formel 1 weist eine ebenso lange Phase der Erfolglosigkeit auf. Gelegentlich wird Coloni deshalb als „König der Nichtqualifizierten“ bezeichnet. Zwar kennt die Motorsportgeschichte Teams wie das deutsche Willi Kauhsen Racing Team (1979) oder den italienischen Rennstall Life Racing (1990), die sich während ihrer Existenz nicht auch nur einmal zu einem Formel-1-Lauf qualifizierten; sie alle waren aber nicht länger als eine Saison in der Formel 1 engagiert.

### Ursachen
Die wesentliche Ursache für das Ausbleiben von Rennerfolgen war die geringe Finanzkraft des Teams. Coloni war und blieb das kleinste und finanzschwächste Team der Formel 1. Während einige der anderen Rennställe, die in den frühen Jahren der sogenannten neuen Saugmotorära in der Formel 1 debütierten, wohlhabende Industrielle als Teilhaber hatten oder Verbindungen zu etablierten Unternehmen unterhielten, war Coloni als reiner Familienbetrieb vollständig auf externe Geldgeber angewiesen. Hier erwies sich die schwache Ausgangslage Colonis als problematisch: Internationale Sponsoren konzentrierten ihr Engagement bevorzugt auf die größeren, erfolgreichen Teams, mit denen mehr Medienpräsenz zu erwarten war, und um die nationalen Sponsoren bemühten sich neben Coloni noch fünf (1989) bzw. sechs (1990) weitere italienische Teams. Enzo Coloni erklärte später, dass seine Jahre in der Formel 1 die einzige Zeit gewesen sei, in der ihm finanziell das Wasser bis zum Hals gestanden habe. 2012 gestand er in einem Interview ein, dass der Aufstieg in die Formel 1 zu schnell gegangen sei.
Die geringe Finanzkraft wirkte nachteilig auf die technische und logistische Leistungsfähigkeit des Teams aus. Bereits vor dem Ende der ersten vollständigen Formel-1-Weltmeisterschaft fehlten die Mittel, um klassenangemessenes Material zu beschaffen. In technischer Hinsicht musste Coloni zunehmend improvisieren. Technische Verbesserungen ließen sich seit 1989 kaum noch entwickeln oder umsetzen; das Team lebte in den letzten beiden Jahren seiner Existenz im Wesentlichen von der Substanz. Die Autos wurden zunehmend als Bastlerobjekte beschrieben. Auch das Personal war knapp: Immer wieder gab es Phasen, in denen das Team nur noch aus einem halben Dutzend Mitarbeitern bestand, einem Bruchteil der in einem Topteam beschäftigten Personen.
Aufgrund der dünnen Finanzdecke war Coloni nicht in der Lage, erfolgreiche oder etablierte Fahrer zu verpflichten, die zumeist hohe Gagen verlangten. Stattdessen ging Coloni regelmäßig mit Paydrivern an den Start, die sich mit eigenen oder von persönlichen Sponsoren bereitgestellten Mitteln einkauften, dabei aber keine oder nur geringe Formel-1-Erfahrung hatten. Fünf der acht zwischen 1987 und 1991 gemeldeten Piloten begingen ihr Formel-1-Debüt bei Coloni, zwei weitere – Gabriele Tarquini und Roberto Moreno – hatten zuvor lediglich ein bzw. zwei Rennen für andere Teams bestritten. Nur Bertrand Gachot konnte, als er bei Coloni unterschrieb, auf die Erfahrung einer nahezu vollständigen Formel-1-Weltmeisterschaft zurückblicken.
Zu diesen im Team selbst begründeten Schwierigkeiten kamen äußere Umstände hinzu, die erfolgreiche Renneinsätze erschwerten. Hierzu gehört insbesondere die hohe Konkurrenzdichte zu Beginn der neuen Saugmotorära. Im Hinblick auf die erhoffte Kostensenkung infolge des Turboverbots schrieben sich neben Coloni zahlreiche weitere Teams neu in die Formel 1 ein. Zu ihnen gehörten AGS (1986), March und Larrousse (beide 1987) sowie EuroBrun, Rial und BMS Scuderia Italia (jeweils 1988). 1989 schließlich traten nicht weniger als 20 Teams in der Formel-1-Weltmeisterschaft gegeneinander an, so viele wie in keinem anderen Jahr. Dies machte, da regelmäßig nur 26 Fahrzeuge für das Rennen zugelassen waren, eine strenge Auswahl in der Qualifikation und der Vorqualifikation erforderlich, in der zumeist die am schwächsten aufgestellten Teams die geringsten Chancen hatten. Ohne Rennteilnahmen aber gab es keine Medienpräsenz, dadurch reduzierte sich das Interesse potentieller Sponsoren weiter, sodass immer weniger Geld zur Verfügung stand, um das Auto und das Team hinreichend vorzubereiten.

## Die einzelnen Saisons

### 1987: Zwei Rennen im Debütjahr
Das Team Enzo Coloni Racing Car Systems S.p.A. gab sein Formel-1-Debüt beim Großen Preis von Italien 1987 in Monza.

#### Vorbereitungen

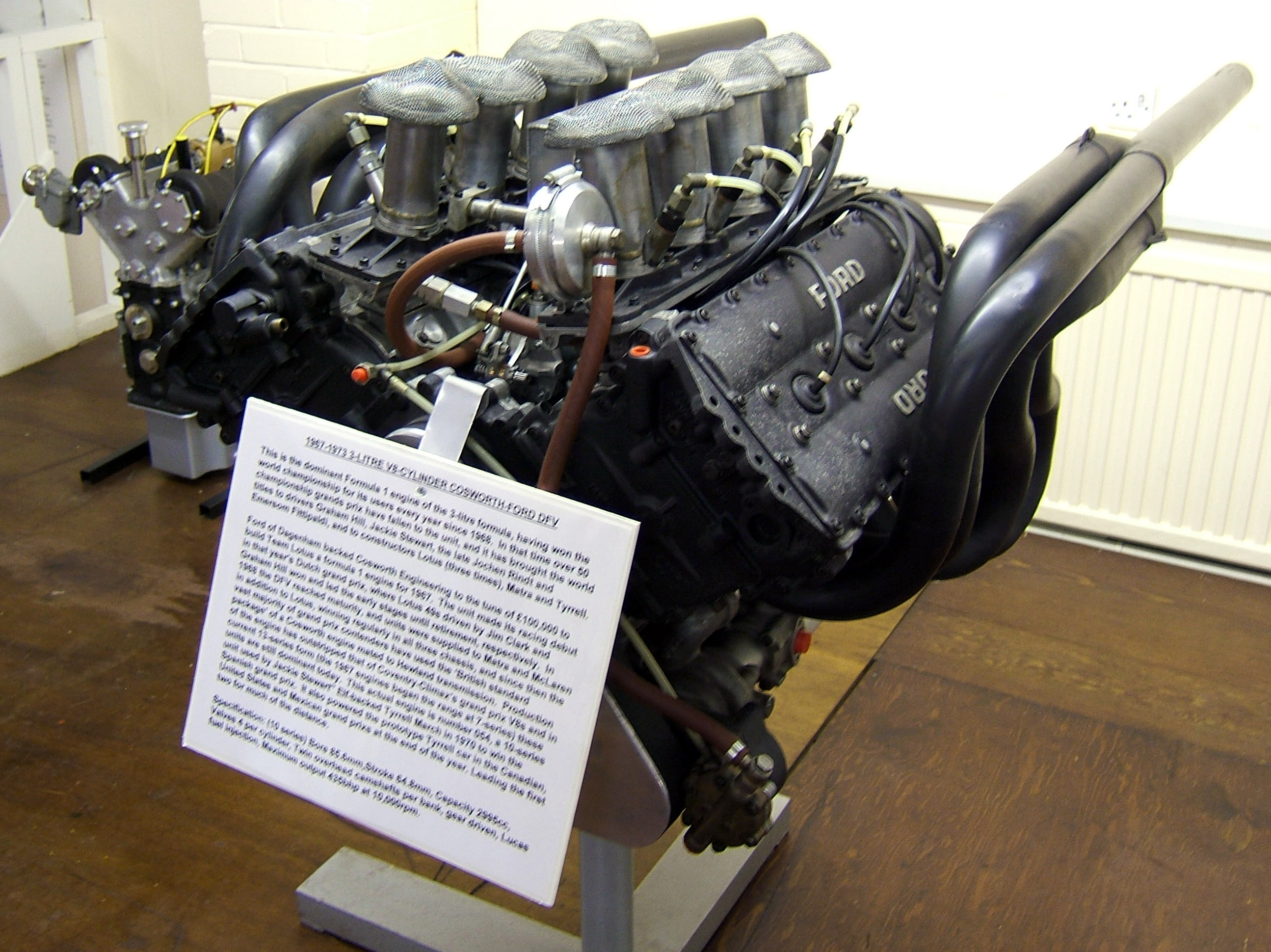
1987 erstmals wieder zugelassen: Saugmotoren wie das Achtzylindertriebwerk von Cosworth, das 1987 von fünf kleineren Teams verwendet wurde (hier ein im Wesentlichen baugleicher Cosworth DFV)

Anfang 1987 begann Roberto Ori, ein ehemaliger Dallara-Konstrukteur, mit der Entwicklung eines Formel-1-Autos für Coloni. Der Coloni FC187 war das erste Rennauto, das das Team selbst konstruierte und aufbaute; in kleineren Klassen hatte Coloni regelmäßig Kundenfahrzeuge größerer Hersteller wie March oder Ralt eingesetzt. Ori konstruierte ein konventionelles Fahrzeug, das für einen längeren Einsatz gedacht war. Außerdem berücksichtigte die Gestaltung bereits die Regeländerungen für das Jahr 1988, beispielsweise befanden sich die Pedale hinter der Vorderachslinie, was 1987 noch nicht vorgeschrieben war. Als Antrieb diente ein in Italien bei Novamotor vorbereiteter Cosworth-DFZ-Saugmotor, der mit etwa 610 PS zu den schwächsten Triebwerken des Starterfeldes gehörte.
Ende August 1987 startete der gelb lackierte FC187 auf dem Autodromo Enzo e Dino Ferrari in Imola zur Jungfernfahrt. Enzo Coloni fuhr die erste Runde selbst; später übernahm Colonis damaliger Formel-3-Pilot Nicola Larini das Cockpit. Vorangegangene Versuche Colonis, den ehemaligen Formel-1-Weltmeister Keke Rosberg für die ersten Testfahrten zu gewinnen, waren erfolglos geblieben. Bei den Erprobungsläufen in Imola konnte Coloni nur wenig Erfahrungen sammeln: Da der FC187 zahlreiche Defekte erlitt und die Mechaniker viel Zeit für Reparaturen benötigten, kam Larini kaum zum Fahren.
Coloni plante, 1987 mit einem Auto an einigen europäischen Herbstrennen teilzunehmen. Als Fahrer hatte er zunächst Emanuele Pirro vorgesehen, der sich im Frühsommer allerdings für das Projekt Middlebridge-Trussardi entschied, das technisch und finanziell besser ausgestattet zu sein schien. Später bemühte sich Coloni um Franco Scapini. Sein Einsatz scheiterte allerdings, da er keine Superlizenz erhielt. Letztlich nannte Coloni Nicola Larini als Stammfahrer für die Saison 1987.

#### Die Weltmeisterschaftsläufe 1987
Bei seinem ersten Auftritt anlässlich des italienischen Grand Prix war das Team noch nicht vollständig einsatzbereit. Das Auto war zwar fertiggestellt, aber noch nicht abgestimmt und zudem „voller Kinderkrankheiten“. In der Konsequenz qualifizierte Larini den FC187 nicht. Mit dem kaum abgestimmten FC187 fehlten nahezu zwei Sekunden auf die Qualifikation und zwölf Sekunden auf die Pole-Zeit von Nelson Piquet; nur Pascal Fabre im AGS JH22 war noch langsamer. Das folgende Rennen in Portugal ließ Coloni wie geplant aus, um den Wagen renntauglich zu machen. Beim übernächsten Rennen in Spanien qualifizierte sich Larini als Letzter für das Rennen, wobei es ihm trotz des nominell schwächeren Saugmotorautos gelang, sich vor den beiden turbogetriebenen Osella von Alex Caffi (Osella FA1I) und Franco Forini (FA1G) zu positionieren. Larini fuhr das Rennen allerdings nicht zu Ende; bereits in der achten Runde brach die Aufhängung, sodass er als erster Fahrer des Rennens ausfiel. Die anschließenden Überseerennen in Mexiko, Japan und Australien ließ Coloni wiederum aus, da die Kosten für die Anreise zu hoch waren. Das Team konzentrierte sich stattdessen auf private Testfahrten, die im Oktober von Gabriele Tarquini und im Dezember von Luis Pérez-Sala durchgeführt wurden.

### 1988: Eine zweigeteilte Saison

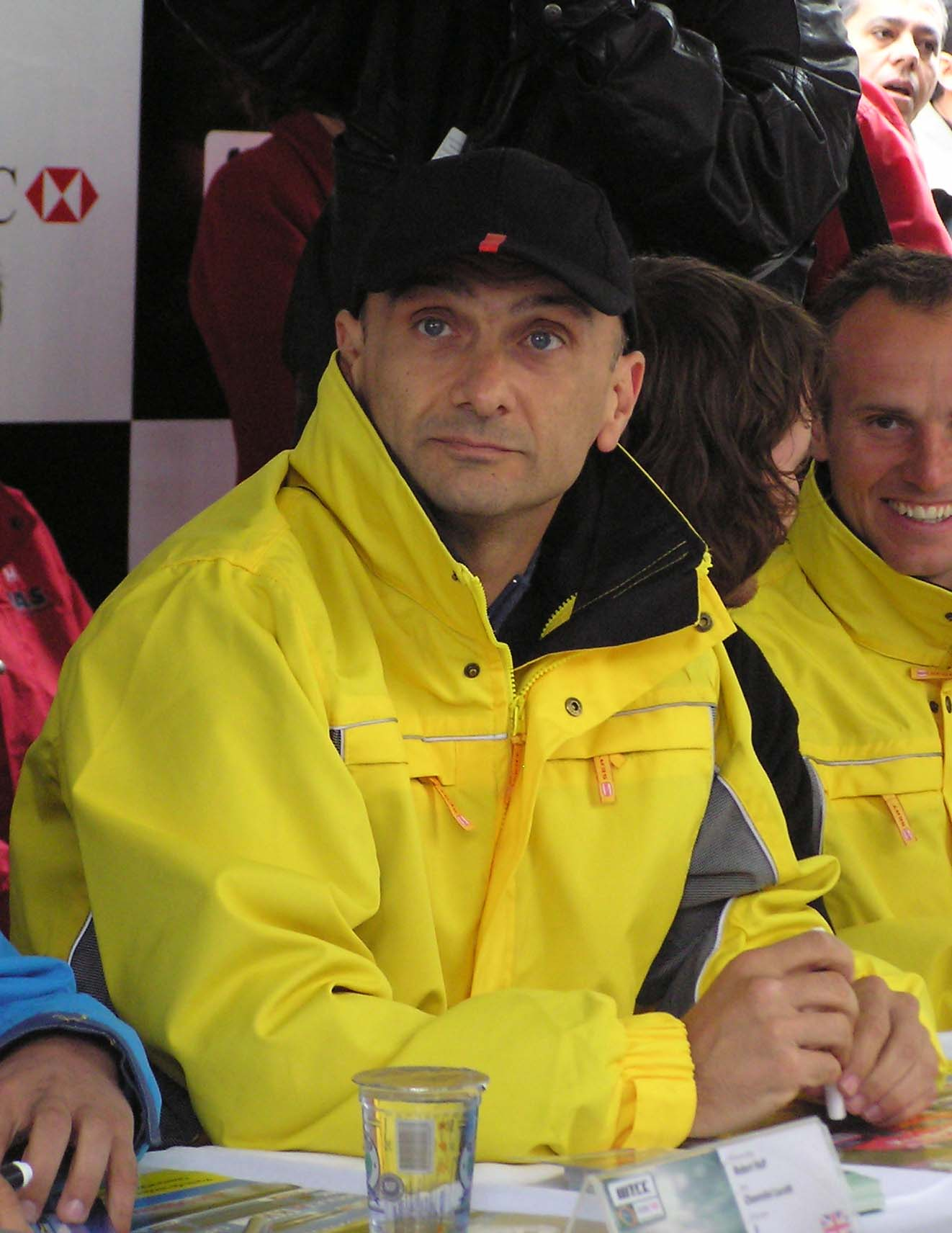
Erreichte die einzigen Zielankünfte für Coloni in der Formel 1: Gabriele Tarquini

Das Jahr 1988 wurde für Coloni zur ersten vollständigen Formel-1-Weltmeisterschaft. Das Team meldete als Einsatzfahrzeug den Coloni FC188 mit einem Cosworth-Triebwerk, das erneut bei Novamotor vorbereitet wurde. Bei ihm handelte es sich um eine geringfügig überarbeitete Version des FC187, die in drei Exemplaren entstand. Das erste Auto war identisch mit dem 1987er FC187, die beiden späteren Fahrzeuge wurden im Laufe des Jahres nach den bekannten Konstruktionsplänen neu aufgebaut.
Wie schon im Vorjahr, meldete Coloni 1988 nur einen Fahrer. Der italienische Rennfahrer Gabriele Tarquini war bereits nach den Testfahrten im Oktober 1987 als Ersatz für den zu Osella wechselnden Larini verpflichtet worden. Enzo Coloni hatte zum Jahreswechsel 1987/88 zwar Pläne für ein zweites Auto unter Kris Nissen oder Jean-Louis Schlesser gehabt; keiner der angesprochenen Fahrer war allerdings in der Lage oder bereit gewesen, das von Coloni geforderte Startgeld in Höhe von 2,5 Millionen US-Dollar beizubringen.
In den ersten fünf Rennen des Jahres gelang es Tarquini regelmäßig, sich zu qualifizieren. Im heimischen Imola erreichte er den 17. Startplatz, mit dem er etablierte Konkurrenzteams wie Tyrrell oder Ligier hinter sich ließ. Zielankünfte waren allerdings zunächst nicht zu erreichen; immer wieder kollabierte die Mechanik. Sowohl in Brasilien als auch in Monaco brach die Aufhängung, in Imola hinderte ein klemmender Gaszug das Fortkommen. Die erste Zielankunft gelang Tarquini im vierten Saisonrennen in Mexiko, mit fünf Runden Rückstand auf Platz 14. In Kanada lief es deutlich besser; hier wurde Tarquini mit nur zwei Runden Rückstand Achter und lag damit in Punktenähe. Diese Zielankunft war das beste Ergebnis in der Formel-1-Geschichte Colonis.
Nach diesem Rennen brach das Team ein. In Detroit, Frankreich, Großbritannien und Deutschland scheiterte Tarquini viermal in Folge an der Vorqualifikation; er war jeweils mit Abstand der Langsamste. Erst im August zum Großen Preis von Ungarn schaffte er wieder die Qualifikation; hier kam er als 13. mit fünf Runden Rückstand ins Ziel. In Belgien qualifizierte sich Tarquini als 22., fiel aber nach einem Lenkungsdefekt im letzten Drittel des Rennens aus.
Im Spätsommer 1988 nahm Enzo Coloni die negative Entwicklung zum Anlass, sein Team zu verstärken. Es gelang ihm, von seinen provenzalischen Konkurrenten AGS drei zentrale Mitarbeiter abzuwerben: den langjährigen AGS-Designer Christian Vanderpleyn, den Entwicklungsingenieur Michel Costa und den Teammanager Frédéric Dhainhaut. Diese Mitarbeiter wurden im August 1988 in das bestehende Coloni-Team integriert. Sie sollten umgehend die Arbeit an einem neuen Auto für das Jahr 1989 aufnehmen, während Roberto Ori den FC188 überarbeitete.
Anlässlich des einjährigen Formel-1-Jubiläums beim Großen Preis von Italien präsentierte Coloni das modifizierte Modell, das die Bezeichnung FC188B erhielt. Hierbei handelte es sich in der Substanz um den bekannten FC188, der überarbeitete Kühler und ein modifiziertes Flügelwerk erhalten hatte. Das Gewicht des Wagens war nach Werksangaben um 15 Kilogramm reduziert worden. Die Modifikationen machten Colonis Autos allerdings nicht schneller. Bei fünf Einsätzen im FC188B qualifizierte sich Tarquini nur einmal. Beim Großen Preis von Portugal ging er als Letzter ins Rennen und kam als Elfter und Vorletzter mit fünf Runden Rückstand ins Ziel. Es war der letzte Zieleinlauf eines Coloni in der Formel 1.
Enzo Coloni hatte die Verantwortung für die mangelnden Resultate im Herbst zunächst bei Gabriele Tarquini gesucht und seine Ablösung durch den wohlhabenden Mexikaner Josele Garza betrieben, der dem Team neue Sponsormittel erschlossen hätte. Ein Einsatz Garzas kam aber nicht zustande, da er keine Superlizenz erhielt.

### 1989: Keine Zielankunft
Die zweite vollständige Saison erwies sich für Coloni als schwierig; an ihrem Ende stand die Existenz des Teams auf dem Spiel. Im Laufe des Jahres konnte das Team nur an fünf von sechzehn Großen Preisen teilnehmen; die Fahrer schieden überwiegend in der Qualifikation oder der Vorqualifikation aus. Bei keinem Rennen des Jahres 1989 kam ein Coloni ins Ziel.

#### Ausgangslage

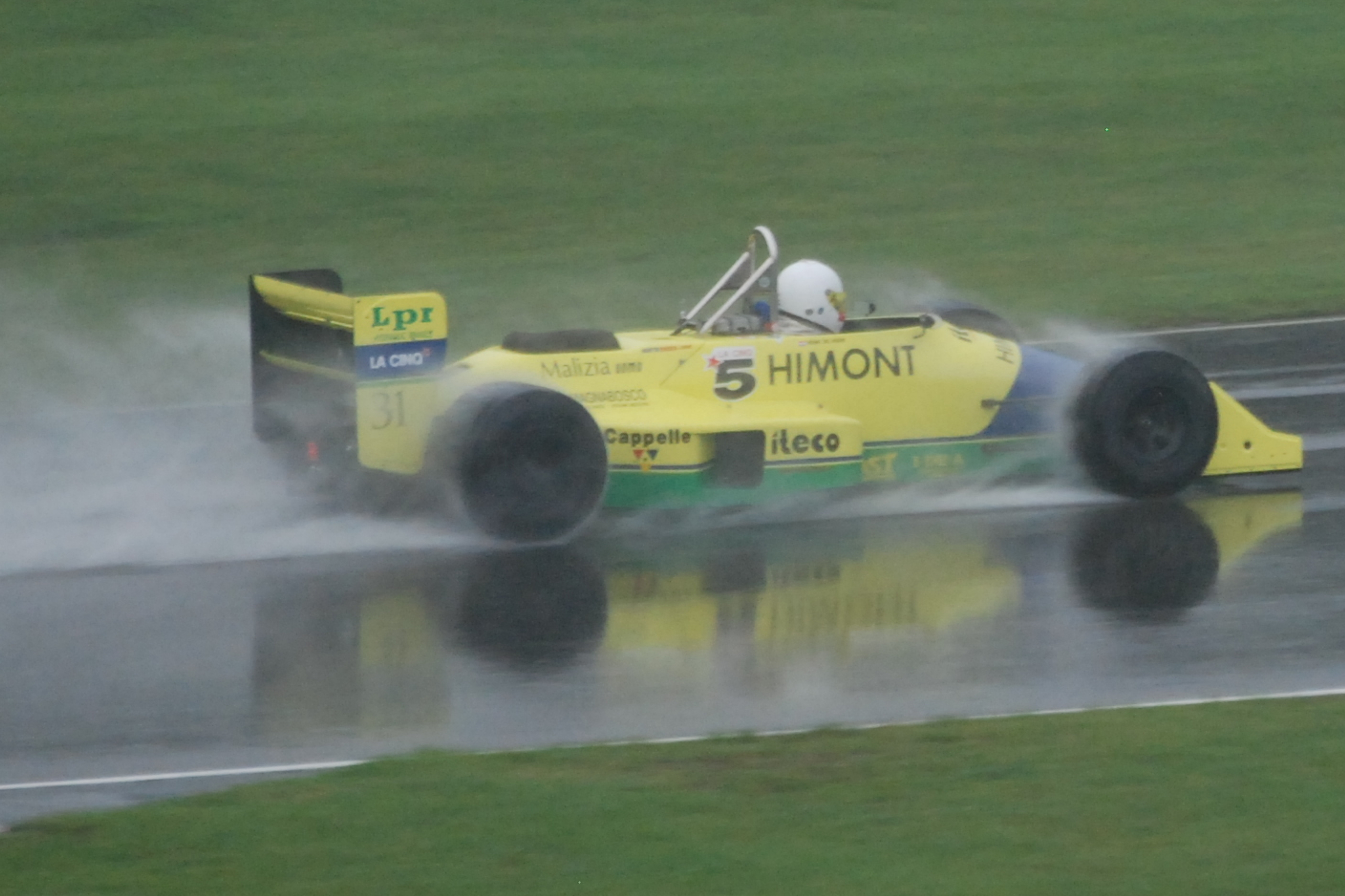
Musste in der ersten Saisonhälfte 1989 weiter verwendet werden: Der aus dem Vorjahr stammende Coloni FC188B (hier bei einer Veranstaltung mit historischen Rennwagen in Donington Park 2008)

1989 hatten sich die Rahmenbedingungen gegenüber dem Vorjahr erheblich verändert.
Die wesentlichste technische Regeländerung war das neu in Kraft getretene Verbot von Turbomotoren: Künftig mussten alle Teams Saugmotoren verwenden. Während die finanzkräftigsten Rennställe zumeist exklusive Motorenpartner wie Honda oder Renault hatten, die hoch entwickelte, leistungsstarke Triebwerke bereitstellten, nutzten kleinere Teams üblicherweise Kundentriebwerke von Judd oder Cosworth, die weitgehend standardisiert waren und gegenüber den stärksten Motoren ein Leistungsdefizit von mindestens 100 PS aufwiesen. Diese Differenz belegt, dass die mit dem Verbot der Turbomotoren bezweckte Angleichung der Motorleistungen und die Steigerung der Konkurrenzfähigkeit kleinerer Teams nicht erreicht worden war. Zu Saisonbeginn waren außerdem individuelle Motorenkonzepte wie etwa der Zwölfzylinder-W-Motor von Guy Nègre (MGN), ein weiterer W-12-Motor von Franco Rocchi und ein Zwölfzylindermotor mit breitem Bankwinkel von Carlo Chiti auf dem Markt. Coloni interessierte sich für Ende 1988 für den Rocchi-Motor, verwendete 1989 letztlich aber aus Kostengründen weiterhin einen herkömmlichen Cosworth-Motor, der von Langford & Peck in Großbritannien vorbereitet wurde. Die meisten Statistiken bezeichnen das Triebwerk als Cosworth DFR, andere Quellen behaupten hingegen, Coloni habe lediglich überarbeitete DFZ-Triebwerke verwendet.
Von erheblicher praktischer Relevanz war die erhebliche Erweiterung des Starterfeldes. Sie beruhte einerseits auf dem Umstand, dass 1989 mit 20 Teams so viele Rennställe wie nie zuvor in der Formel 1 antraten; andererseits forderte die FISA für 1989 von jedem Team den Einsatz von zwei Autos. Da mit Ausnahme EuroBruns alle Teams dieser Forderung folgten, konkurrierten 1989 insgesamt 39 Fahrzeuge um 26 Startplätze. Damit wurde eine Vorqualifikation erforderlich, die am Freitagmorgen vor dem ersten freien Training abgehalten wurde. In ihr traten zwölf Fahrzeuge gegeneinander an, und nur die vier schnellsten durften am anschließenden Zeittraining teilnehmen. Der Vorqualifikation unterlagen die nach Maßgabe der Vorsaison schwächsten Teams sowie solche Teams, die 1988 nur ein Auto eingesetzt hatten, 1989 aber zwei Wagen meldeten: In diesem Fall unterlag jedenfalls das neu gemeldete zweite Auto der Vorqualifikation. Das betraf auch Coloni: Einer von Colonis Wagen hatte bis zur Saisonmitte einen sicheren Startplatz, das zweite hingehen musste sich von Beginn an vorqualifizieren.
Die Vorqualifikation war für viele der kleinen Privatteams eine große Herausforderung. Das galt auch für Coloni. Hier wirkte sich nachteilig aus, dass Coloni die ersten Rennen der neuen Saison noch mit dem alten FC188B bestreiten musste. Angesichts des finanziellen Aufwands, der mit dem Einsatz zweier Fahrzeuge verbunden war, hatte Coloni nicht genug Mittel, um die Entwicklung eines gänzlich neuen, aktuellen Rennwagens zügig voranzutreiben. Seine Fertigstellung verzögerte sich letztlich bis ins Frühjahr 1989. Die bis dahin eingesetzten FC188B, die auf eine Konstruktion aus dem Frühjahr 1987 zurückgingen, waren 1989 nicht mehr konkurrenzfähig. Das wirkte sich unmittelbar auf die zweite Saisonhälfte aus, für die die Teilnehmer der Vorqualifikation nach Maßgabe der Ergebnisse der ersten Saisonhälfte neu zusammengestellt wurden: Da der anfänglich gesetzte Fahrer in der ersten Saisonhälfte mit den FC188B keine zählbaren Ergebnisse erreichte, unterlag er ab August 1989 ebenfalls der Vorqualifikation.

#### Die Weltmeisterschaftsläufe 1989

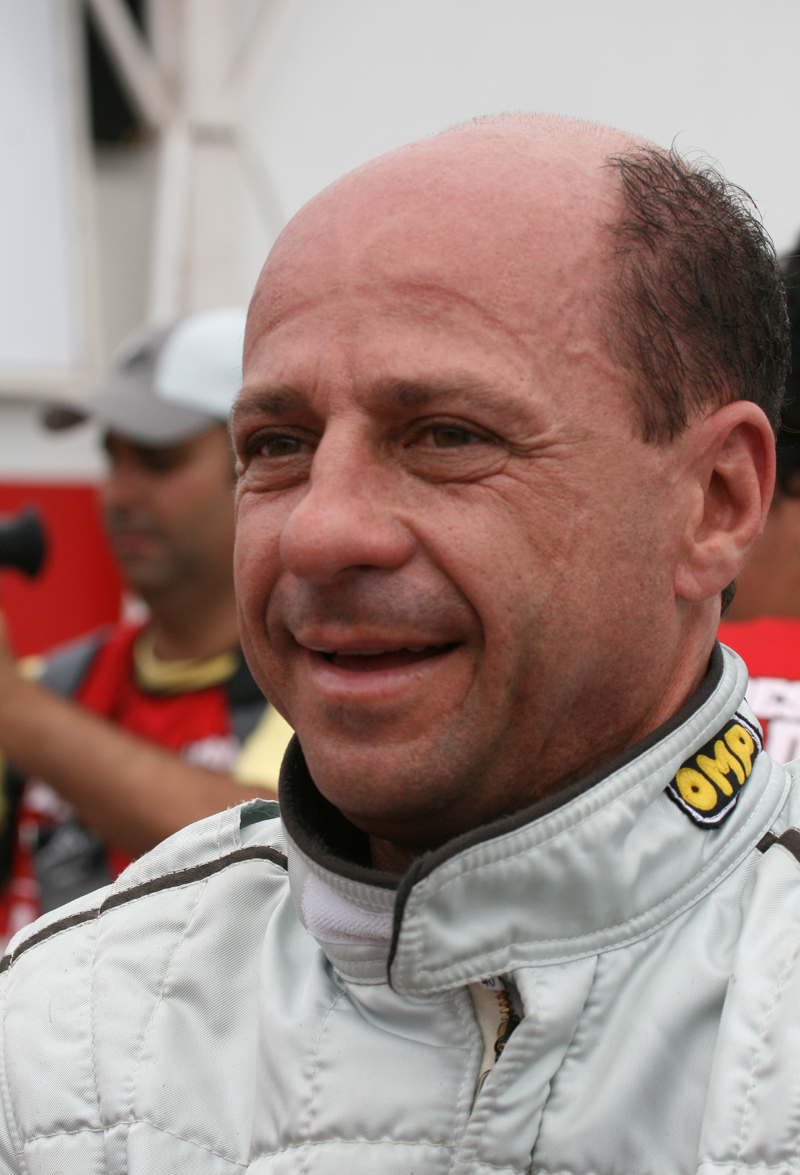
Bestritt im September 1989 Colonis letztes Formel-1-Rennen: Roberto Moreno

Die Fahrerwahl für 1989 hatte Enzo Coloni früh getroffen. Das gesetzte Cockpit vergab er an Roberto Moreno, der 1987 für das kleine Konkurrenzteam AGS einen Weltmeisterschaftspunkt eingefahren hatte. Für das zweite, der Vorqualifikation unterworfene Chassis verpflichtete Coloni den Franzosen Pierre-Henri Raphanel, der im Vorjahr bei Larrousse debütiert hatte und von dem zu Silvio Berlusconis Unternehmensgruppe gehörenden Fernsehsender La Cinq unterstützt wurde.
In den ersten beiden Rennen verpasste Moreno die Qualifikation, Raphanel scheiterte bereits an der Vorqualifikation. Ihnen fehlten jeweils mehr als 6 Sekunden pro Runde oder 40 km/h auf die Topteams. Beim dritten Rennen, dem Großen Preis von Monaco, konnten sich dagegen beide Fahrer für eine Rennteilnahme qualifizieren: Moreno ging als 25. ins Rennen, Raphanel als 18., womit er unter anderem den Tyrrell von Jonathan Palmer und den Benetton von Johnny Herbert hinter sich ließ. Im Rennen schieden allerdings beide Autos nach Getriebeschäden vorzeitig aus. Coloni hatte lediglich alte, abgenutzte Zahnradkomponenten in die FC188B eingebaut, während neue Getriebeteile dem kommenden C3 vorbehalten waren.
Die anschließenden Überseerennen in Mexiko, den Vereinigten Staaten und Kanada standen unter dem Vorzeichen der Improvisation. Der Großteil des Personals war in Italien geblieben, um dort den neuen Coloni C3 zu komplettieren (und um Reisekosten zu sparen); so waren in den USA beispielsweise nur Enzo Coloni, drei Mechaniker und die beiden Fahrer anwesend. Das wirkte sich nachteilig auf die Konkurrenzfähigkeit aus. In Mexiko waren Moreno und Raphanel jeweils mit Abstand die Langsamsten: Raphanel fehlten rund 16 Sekunden auf die Poleposition, seine Höchstgeschwindigkeit war 45 km/h geringer als die von Riccardo Patrese im Williams FW12C.

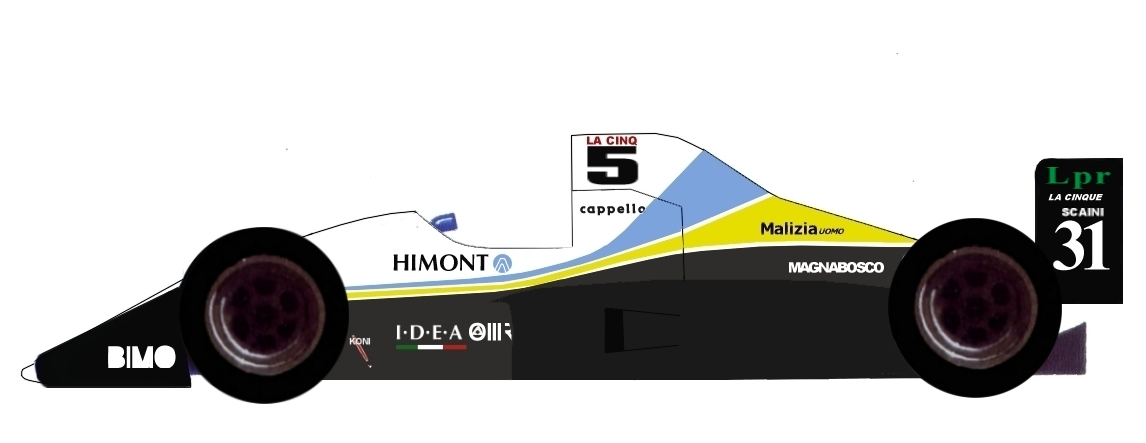
Debütierte in Kanada 1989: Der Coloni C3.

Beim Großen Preis von Kanada debütierte der Coloni C3. Allerdings hatte das Team zunächst nur ein Auto fertiggestellt, das beide Fahrer nacheinander einsetzten. Raphanel bewegte das Auto, ohne es vorher getestet oder abgestimmt zu haben, erstmals in der Vorqualifikation. Er fuhr nur zwei langsame Runden, die einem Funktionstest glichen, und verpasste die Vorqualifikation um 35 Sekunden. Später übergab er das Auto an Roberto Moreno, der am Freitag außerhalb der Qualifikation lag, im Training am Sonnabend hingegen nur einen Rückstand von 4,1 Sekunden auf die Pole-Zeit von Alain Prost hatte. Damit hatte er das neue Auto für den 26. Startplatz qualifiziert. Im Warm-up war Moreno mit dem C3 Fünftschnellster, im Rennen selbst fuhr er die elftschnellste Rundenzeit. Diese Leistung wird allgemein als Beweis für das hohe Potential des C3 gesehen. Moreno konnte das Rennen jedoch nicht beenden: Nach 57 von 69 Runden fiel er, auf Platz neun liegend, infolge eines Getriebeschadens aus. In Großbritannien qualifizierte sich Moreno auf Startplatz 23, wobei er nur 3,3 Sekunden langsamer war als Ayrton Senna, der mit seinem McLaren die Poleposition herausgefahren hatte. Auch hier fiel Moreno nach einem Getriebedefekt aus. Ab dem Großen Preis von Deutschland war der zweite C3 fertig. Raphanel beschädigte das Auto bei seinem ersten Einsatz allerdings so schwer, dass es für mehrere Wochen ausfiel; in Ungarn musste er daher noch einmal mit dem alten FC188B an der Vorqualifikation teilnehmen.
In der zweiten Saisonhälfte unterlagen beide Piloten der Vorqualifikation. Roberto Moreno scheiterte bei sieben von acht Großen Preisen an dieser Hürde; lediglich zum Großen Preis von Portugal im späten September 1989 gelang es ihm noch einmal, sich zu qualifizieren. Seine Trainingszeit reichte dabei mit 2,7 Sekunden Rückstand auf die Pole-Zeit für den 15. Startplatz. Im Rennen platzte jedoch nach 15 Runden der Motor. Raphanel gelang die Vorqualifikation nie. Zum Großen Preis von Belgien wurde er durch den Debütanten Enrico Bertaggia ersetzt. Enzo Coloni erklärte die Auswechslung mit der hohen Unfallquote Raphanels; in den Medien wurde allerdings auch darauf verwiesen, dass Bertaggia dem Team Zugriff auf neue Sponsorgelder verschaffte. Bertaggia brachte keine Verbesserung der sportlichen Leistungen. Bei den letzten sechs Rennen des Jahres war er regelmäßig Letzter der Vorqualifikation, zum Teil mit signifikanten Rückständen. Bei seinem Debüt in Spa-Francorchamps etwa war er 20 Sekunden langsamer als der Vorletzte der Vorqualifikation. Vielfach waren Bertaggias Versuche der Vorqualifikation von technischen Problemen geprägt.
Die strukturelle und personelle Aufstellung des Teams verschlechterte sich in der zweiten Hälfte der Saison 1989 gravierend. Unmittelbar nach der Fertigstellung des C3 im Juni 1989 verließen Christian Vanderpleyn und einige weitere Ingenieure das Team. Vanderpleyn erklärte sein Ausscheiden mit eklatantem Geldmangel, der weder eine Weiterentwicklung noch die Produktion von Ersatzteilen ermöglicht habe. Enzo Coloni besetzte die vakant gewordene Stelle des technischen Direktors nicht neu, sondern übernahm diese Aufgabe für den Rest der Saison selbst. Seitdem gab es keine Weiterentwicklung mehr. Einzige Ausnahme war ein kleines Update, das Gary Anderson, Morenos Renningenieur in der Formel 3000, im September 1989 als Auftragsarbeit durchführte. Nach einigen Windkanaltests konstruierte Anderson eine neue Fahrzeugnase und neue Frontflügel. Sie waren wesentlich für Morenos Qualifikation beim Großen Preis von Portugal verantwortlich. Zunehmend fehlte es auch an Ersatzteilen. In Ermangelung von Testfahrten, aber auch angesichts mangelnder Rennpraxis konnten die Autos nicht mehr fundiert abgestimmt werden. Für Enzo Coloni ging es in dieser Zeit vor allem darum, überhaupt anzutreten, um eine Konventionalstrafe für den Fall des Ausbleibens zu vermeiden.
Im November 1989 verließen nahezu alle Angestellten das Team, und es sah so aus, als könne der Rennstall in der Saison 1990 nicht mehr antreten. Im Dezember 1989 kam Rettung durch den zum Konzern Fuji Heavy Industries gehörenden Automobilhersteller Subaru.

### 1990: Finanzielle Rettung durch Subaru
Die Saison 1990 sollte nach Enzo Colonis Vorstellung einen Neuanfang für sein Team darstellen. Im Winter 1989/90 gelang es ihm, die Mehrheit seines Rennstalls an Subaru zu verkaufen. Colonis Verbindung mit Subaru wurde anfänglich von optimistischer Berichterstattung begleitet – eine Reportage titelte beispielsweise: „Enzo III im Vormarsch: Der Coloni-Rennstall rüstet gewaltig auf“ –, und Beobachter erwarteten zusammen mit der finanziellen Konsolidierung des Teams auch eine spürbare Verbesserung der sportlichen Leistungen. Das Projekt erwies sich allerdings früh als Fehlschlag. Es wurde bereits nach einem halben Jahr beendet, und Coloni setzte den Rennbetrieb seines Teams alleine fort.

#### Coloni und Subaru

Colonis Partner für die Saison 1990: Der japanische Automobilhersteller Subaru

##### Subaru und die Formel 1
Subaru war seit den 1970er-Jahren werksseitig im Rallyesport engagiert. Entgegen den Erwartungen führten diese Aktivitäten nicht zu einer nennenswerten Steigerung der Automobilproduktion. Nachdem der konkurrierende Automobilhersteller Honda im darauffolgenden Jahrzehnt zahlreiche Erfolge in der Formel 1 hatte erzielen können und weltweite Resonanz erreicht hatte, entschloss sich Subaru seinerseits zu Beginn der neuen Saugmotor-Ära zu einem Formel-1-Engagement. Wie Honda wollte auch Subaru als reiner Motorenlieferant in den Grand-Prix-Sport einsteigen. Zunächst erwog Subaru, das Triebwerk selbst zu konstruieren; im Herbst 1987 wurde der Entwicklungsauftrag allerdings an das von Carlo Chiti geleitete italienische Unternehmen Motori Moderni vergeben. In Anlehnung an die Produktphilosophie des japanischen Automobilherstellers, der im PKW-Bereich bevorzugt Boxermotoren einsetzte, konstruierte Chiti im Laufe des Jahres 1988 einen V-Motor mit zwölf Zylindern und einem Bankwinkel von 180 Grad. Das Triebwerk wurde in der Folgezeit zumeist – technisch unzutreffend – als Boxermotor bezeichnet.
Der Motor wurde im Frühjahr 1989 fertiggestellt. Der mit Motori Moderni verbundene Rennstall Minardi testete das Triebwerk im Sommer 1989 mehrfach, war allerdings angesichts zu schwacher Leistungen nicht bereit, es 1990 regulär einzusetzen. Im Herbst 1989 suchten Subaru und Motori Moderni nach alternativen Teams, die das MM 3512 genannte Triebwerk an den Start bringen könnten. Lediglich Coloni, dessen Rennstall sich nach der erfolglos verlaufenen Saison 1989 in Auflösung befand, war zu einer Allianz mit Subaru bereit. Enzo Coloni sah darin eine Möglichkeit, seinen Formel-1-Rennstall zu retten. Ein wesentlicher Anreiz war für ihn der Umstand, dass Subaru bereit war, künftig den Rennbetrieb zu finanzieren und zugleich die in den letzten Jahren aufgelaufenen Schulden zu tilgen.

##### Die Allianz mit Coloni
Die italienisch-japanische Übereinkunft war langfristig angelegt und sah einige grundlegende Strukturänderungen vor.
Das Team erhielt in vielen Bereichen neues, zumeist nicht italienisches Personal. Als Teamchef – eine Funktion, die zuvor Enzo Coloni wahrgenommen hatte – wurde der ehemalige Rallyefahrer Yoshio Takaoka eingesetzt. Takaoka operierte von einer neu geschaffenen, in Bologna ansässigen Basis namens Subaru Technica Europa aus. Enzo Coloni war Vizepräsident des Unternehmens und für das tägliche Geschäft zuständig. Alvise Morin, ein Banker der amerikanischen Citybank, der keinerlei Erfahrungen im Motorsport hatte, wurde zum Managing Director berufen. Seine Aufgabe war es, einen Plan für die langfristige Entwicklung des Rennstalls aufzubauen. Paul Burgess, ein ehemaliger Ingenieur des Teams Onyx Grand Prix, wurde technischer Leiter, und Damon Chandler, der von Leyton House kam, wurde Renningenieur.
Zu den langfristigen Plänen gehörte der Aufbau eines neuen Motors und eines neuen Autos. Bereits bei Vertragsschluss war den Beteiligten klar geworden, dass Carlo Chitis „Boxermotor“ nicht konkurrenzfähig war: Er war mit 160 Kilogramm deutlich schwerer als alle anderen Formel-1-Motoren und leistete etwa 100 PS weniger als herkömmliche Cosworth-Saugmotoren. Chiti arbeitete daher bereits seit Ende 1989 auf Subaru-Initiative an einem neuen V-Zwölfzylinder mit schmalerem Zylinderwinkel, der allerdings zu Saisonbeginn noch nicht fertig war. Subaru und Coloni beabsichtigten, die Zeit bis zur Fertigstellung des neuen Motors mit dem MM3512 zu überbrücken. Für dieses ebenso schwere wie schwache Triebwerk sollte kein neues Auto gebaut werden; vielmehr wollte sich das Team mit einem überarbeiteten C3 begnügen. In der Zwischenzeit sollte Coloni mit den Arbeiten an einem neuen Auto beginnen, das zeitgleich mit dem neuen V-Motor fertiggestellt werden sollte.
Diese Pläne reiften nicht zur Realisierung; das gemeinsame Projekt von Subaru und Coloni scheiterte bereits nach wenigen Monaten. Mit dem alten Auto und dem „Boxermotor“ war Coloni nicht in der Lage, auch nur die Vorqualifikation zu bestehen, und vermittelte ein „desaströses Bild“. Andererseits gab es keine begründete Hoffnung auf Besserung. Entgegen der ursprünglichen Planung unternahm Coloni im Frühjahr 1990 keine Bemühungen, ein neues Auto zu entwickeln. Subaru erklärte zwar anlässlich des Großen Preises von San Marino im Mai 1990, dass zum Rennen in Frankreich im Juli ein neuer Coloni mit einem neuen Zwölfzylindermotor eingesetzt werden sollte. Diese Ankündigungen entbehrten jedoch jeder Grundlage. Nach Berichten ehemaliger Coloni-Mitarbeiter existierten zu dieser Zeit kaum mehr als ein paar Bleistiftzeichnungen eines künftigen Rennwagens. Als diese Fehlentwicklungen nach dem Rennen in Imola offenbar wurden, verließen Paul Burgess und Alvise Morin das Team. Wenige Tage später wurde Enzo Coloni entlassen. Subaru übernahm die verbliebenen 49 Prozent der Teamanteile und zahlte Coloni aus. Enzo Coloni allerdings versuchte weiterhin, seinen Einfluss im Team geltend zu machen. Einige Quellen berichten, dass er sich im Mai 1990 weigerte, die tatsächliche Schlüsselgewalt an Subaru zu übergeben; so setzte er Christian Vanderpleyn als Interims-Teamchef ein, während er nach Japan flog, um eine Vergleichslösung mit Subaru zu erreichen. Daraus wurde jedoch nichts. Nach drei weiteren erfolglosen Rennen entschloss sich Subaru, das Projekt zu beenden. Ende Juni 1990 verkaufte das japanische Unternehmen den Rennstall. Käufer war Enzo Coloni, der damit als alleiniger Eigentümer und Teamchef zurückkehrte. Da Subaru außerdem die Verbindlichkeiten früherer Jahre übernommen hatte, konnte Coloni im Sommer 1990 einen schuldenfreien Neuanfang unternehmen.
Die Frage, woran das Projekt von Subaru und Coloni letzten Endes scheiterte, wird nicht einheitlich beantwortet. Subaru gab Enzo Coloni die Schuld an dem Misserfolg und warf ihm vor, Geld, das für die Entwicklungsarbeit bestimmt war, für eigene Zwecke missbraucht zu haben. Coloni hingegen erklärte, Subaru habe nicht die vereinbarten Geldleistungen erbracht. Andere Quellen berichten von Zuständigkeitsstreitigkeiten zwischen Enzo Coloni einerseits und Subaru andererseits. Die meisten Beobachter verweisen darauf, dass Chitis schwacher, schwerer und breiter Motor nicht das Niveau der Formel 1 hatte und nicht geeignet war, konkurrenzfähige Ergebnisse zu erreichen. Demgegenüber erklärte Bertrand Gachot, der Fahrer des Teams: „Der Motor ist gar nicht so schlecht; aber alles andere …“

##### Die Weltmeisterschaftsläufe in der Subaru-Phase
Das Team Coloni-Subaru trat zu den ersten sieben Rennen der Saison 1990 an. Für alle Rennen dieser Phase wurde der Coloni C3B als Einsatzfahrzeug gemeldet. Der C3C war ein Einzelstück. Hierbei handelte es sich um einen der beiden im Vorjahr vorgestellten C3, der auf den Subaru-Motor umgerüstet worden war. Der zweite C3 verblieb unangetastet im Werk und wurde im Sommer zum C3C umgebaut. Der C3B, der zahlreiche Verstärkungen im Bereich des Motorumfelds erfahren hatte, war erheblich übergewichtig. Nach einigen Quellen lag das Gewicht des C3B etwa 80 kg über dem zulässigen Mindestgewicht, nach anderen betrug das Übergewicht mehr als 110 kg. Als Kraftübertragung diente ein Getriebe, das Minardi anlässlich der Testfahrten im Sommer 1989 entwickelt hatte.
Coloni schaffte es nicht, den C3B so rechtzeitig fertigzustellen, dass vor Saisonbeginn ausführliche Tests durchgeführt werden konnten. Nach übereinstimmenden Presseberichten wurde der Wagen erstmals in der Boxengasse von Phoenix am Dienstag vor dem ersten Rennen des Jahres zusammengebaut. Ein Funktionstest fand am Mittwoch vor dem Rennen – je nach Quelle – entweder auf dem abgesperrten Parkplatz eines Einkaufszentrums oder auf dem Firebird International Raceway in Chandler, Arizona, statt.
In der Vorqualifikation zum ersten Rennen des Jahres, dem Großen Preis der USA in Phoenix, fuhr Gachot nur eine langsame Einrollrunde. Eine zweite, schnelle Runde nahm er zwar in Angriff, konnte sie aber wegen eines technischen Defekts nicht beenden. Nach einigen Berichten brach die Kardanwelle beim Beschleunigen aus der Boxengasse, nach anderen fiel beim Beschleunigen der Schalthebel der Gangschaltung ab. Bei den folgenden Veranstaltungen gelang es Gachot (mit der Ausnahme des französischen Grand Prix) regelmäßig, wenigstens eine gezeitete Runde in der Vorqualifikation zurückzulegen; die Ergebnisse waren aber auch dann so schlecht, dass sie nie eine Teilnahme am eigentlichen Zeittraining ermöglichten. Wenn es einigermaßen gut lief, lag der Rückstand auf die jeweilige Pole-Zeit im Bereich von 10 bis 11 Sekunden – so in Imola, Mexiko und Großbritannien –, bei anderen Veranstaltungen betrug er 16 oder 17 Sekunden (in Brasilien bzw. Monaco), mitunter aber auch 23 Sekunden (in Kanada). Üblicherweise konnte Gachot nur den L190 von Life Racing und den EuroBrun ER189B von Claudio Langes hinter sich lassen.

#### Coloni wieder auf eigenen Beinen

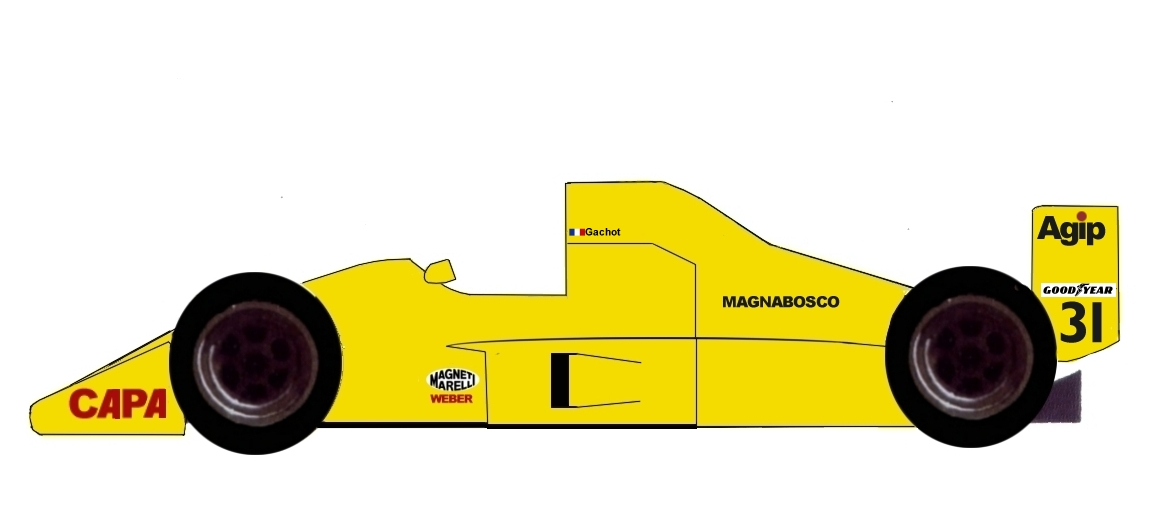
Neustart mit frisch lackiertem Vorjahresmodell: Coloni C3C in der ursprünglichen Version

Ab dem Großen Preis von Großbritannien war Enzo Coloni wieder alleiniger Inhaber des Rennstalls, der anders als in den Jahren zuvor nun als Società a responsabilità limitata (Srl), d. h. als Kapitalgesellschaft, verfasst war. Bertrand Gachot blieb dem Team als Fahrer erhalten.
Da in der Kürze der Zeit keine Alternative auf die Beine zu stellen war, durfte Coloni für das Rennen in Silverstone noch einmal den C3B mit Subaru-MM-Motor einsetzen. Allerdings war auf dem Auto jeder Hinweis auf Subaru verschwunden. Auch hier scheiterte Gachot an der Vorqualifikation.
Danach setzte das Team den Coloni C3C ein. Das Auto war keine Neuentwicklung. Bei ihm handelte es sich um dasjenige Exemplar der beiden 1989 hergestellten C3, das Anfang 1990 nicht auf den Subaru-Motor umgerüstet worden war. Der C3C verwendete einen konventionellen Achtzylinder-Motor von Cosworth, der in Großbritannien bei Langford & Peck vorbereitet wurde.
Bei seinem Debüt, dem Großen Preis von Deutschland, war der C3C mit Ausnahme der nun gelben Lackierung noch vollständig identisch mit der 1989er Basisversion. In den folgenden Tagen überarbeitete der für ein paar Wochen zu Coloni zurückgekehrte Ingenieur Christian Vanderpleyn die Aerodynamik des C3 sowie die Aufhängung. Das Fahrzeug erhielt außerdem einen neuen Unterboden. Die neuen Teile wurden in der Woche vor dem Großen Preis von Ungarn am Fahrzeug angebracht. Der italienische Rennfahrer und Unternehmer Fulvio Ballabio führte daraufhin eine kurze Testfahrt durch; danach erschien das überarbeitete Auto mit Gachot auf dem Hungaroring.
Mit diesen Modifikationen war der C3C deutlich schneller als der C3 und der C3B. Beim Großen Preis von Ungarn verpasste Gachot zwar erneut die Vorqualifikation; diesmal betrug der Rückstand auf einen zur Teilnahme am Zeittraining berechtigenden Platz nur 0,3 Sekunden. Zudem war Gachot schneller als Roberto Moreno und Claudio Langes in den Wagen des Konkurrenzteams EuroBrun.
Beim Großen Preis von Belgien, seinem Heimatrennen, bestand Gachot erstmals die Vorqualifikation. Neben den Verbesserungen am Auto war dafür vor allem eine Ausdünnung des Starterfeldes verantwortlich. Nachdem der Rennstall Onyx-Monteverdi, der nicht der Vorqualifikation unterlag, nach dem Großen Preis von Ungarn den Rennbetrieb eingestellt hatte, übernahm die Équipe Ligier ab Belgien Monteverdis Plätze unter den gesetzten Teams. Die Vorqualifikation war deshalb künftig nur noch zwischen Gachots Coloni, Giacomellis Life und den beiden EuroBrun auszutragen. In Belgien, Italien, Portugal und Spanien war Gachot regelmäßig schneller als seine Konkurrenten, sodass er jeweils die Vorqualifikation bestand. In den beiden letzten Rennen des Jahres in Japan und Australien fiel die Vorqualifikation sogar gänzlich weg, da EuroBrun und Life zuvor den Rennbetrieb eingestellt hatten. Doch auch wenn Gachot sich im Herbst 1990 regelmäßig die Vorqualifikation bestand und er der Ansicht war, dass es im Team „endlich aufwärts“ gehe, scheiterte er bei den verbleibenden Großen Preisen des Jahres ausnahmslos an der Hauptqualifikation. Noch immer war der C3C etwa 20 km/h zu langsam, um eine Rennteilnahme zu erreichen. Am Ende des Jahres hatte Coloni an keinem Großen Preis teilgenommen.

### 1991: Keine Vorqualifikation

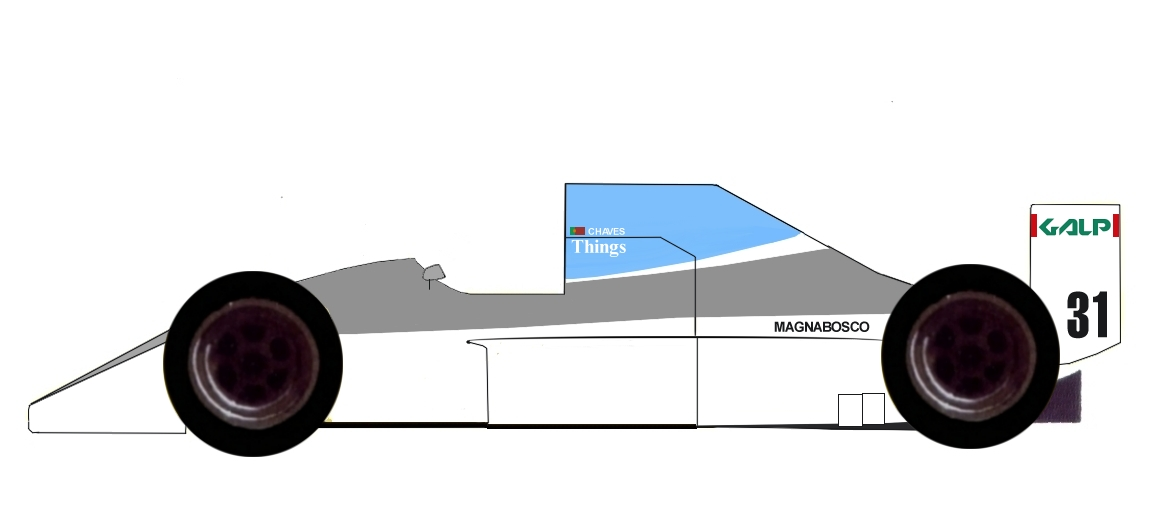
Veraltetes Auto mit nur wenigen Sponsoraufklebern: Der Coloni C4

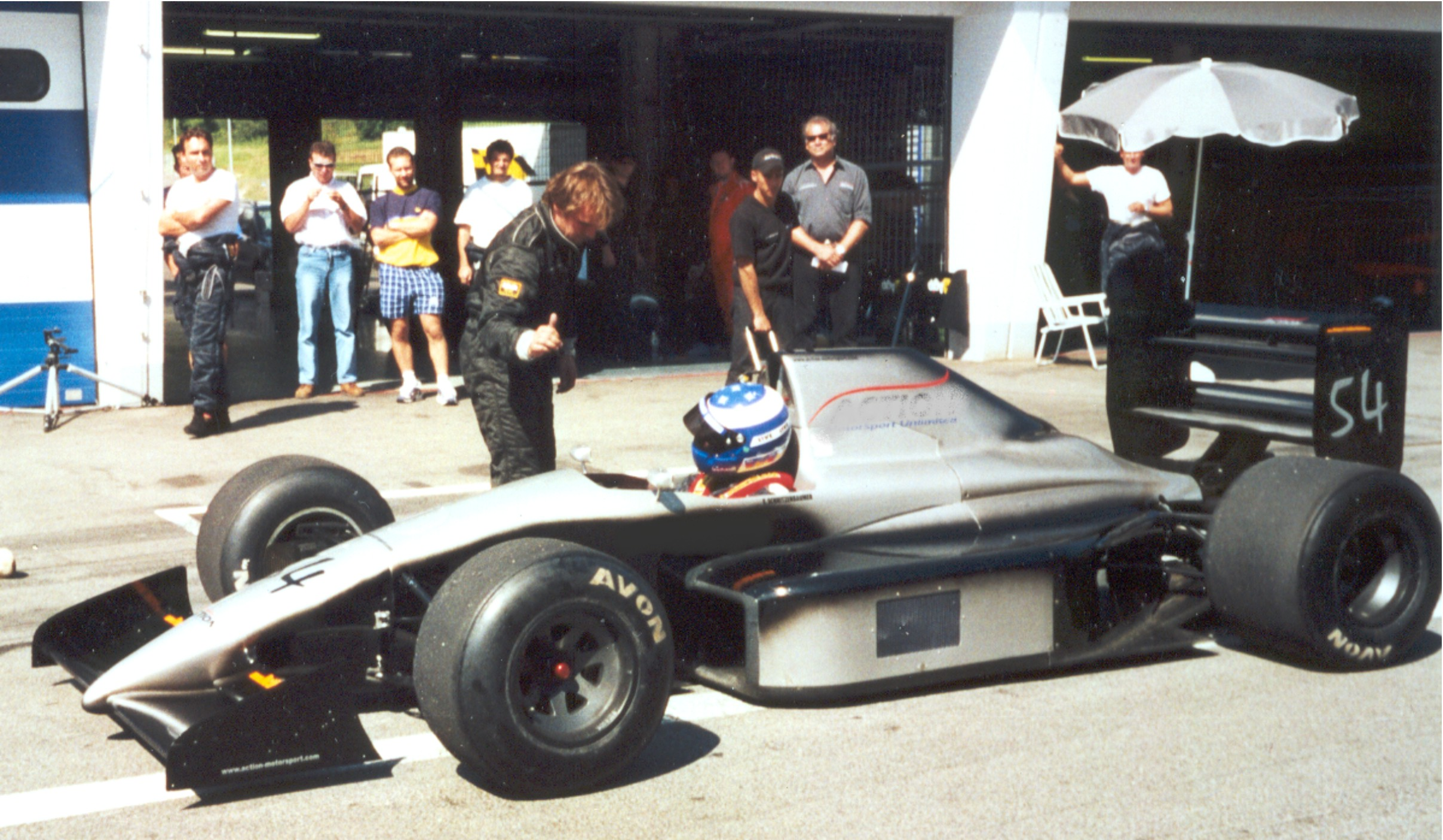
Der Coloni C4 bei privaten Testfahrten 2001

#### Ausgangslage
Enzo Coloni hatte für die Formel-1-Weltmeisterschaft 1991 große Pläne. Im Spätherbst 1990 hatte er angekündigt, ein Zwei-Wagen-Team an den Start zu bringen. Grundlage für diesen Optimismus war die Hoffnung auf die Verpflichtung des zunächst vertragslosen Rennfahrers Andrea de Cesaris, der über Sponsorgelder von Marlboro verfügte. De Cesaris einigte sich allerdings nicht mit Coloni. Stattdessen verhandelte er zu Beginn des Jahres 1991 mit AGS, unterschrieb aber letztlich bei dem neu gegründeten Team Jordan Grand Prix. Als Fahrer verblieb Coloni daher allein der Portugiese Pedro Chaves, der letztjährige Meister der Britischen Formel-3000-Meisterschaft, den er bereits im Herbst 1990 verpflichtet hatte.
Für Coloni bedeutete die Nichtverpflichtung de Cesaris’, dass er erhebliche finanzielle Mittel nicht bekam. Chaves brachte lediglich ein paar kleine Sponsoren aus Portugal mit, darunter den nationalen Energiekonzern GALP und die Weinmarke Mateus Rosé; sie stellten aber keinen Ersatz für die Zigarettenmillionen von Philip Morris dar. Die neue Saison konnte daher erneut nur oberflächlich vorbereitet werden. Zu Jahresanfang bestand sein Team aus lediglich sechs Mitarbeitern, zumeist Mechanikern. Enzo Coloni übernahm, als sich die finanzielle Lage im Laufe des Jahres zuspitzte, wie schon 1989 erneut die Aufgabe des Renningenieurs.
In technischer Hinsicht gab es keine Neuerungen. Das Team meldete den Coloni C4, den es in einer Pressemitteilung als Neukonstruktion bezeichnete. Tatsächlich war der C4 allerdings nur eine überarbeitete Version des letztjährigen C3C und verwendete wohl auch dessen bereits 1989 aufgebautes Monocoque. Da Coloni nicht mehr über eine eigene Entwicklungsabteilung verfügte, hatten Studenten der Universität Perugia im Rahmen einer Studienarbeit die wenigen Änderungen erdacht. Als Motor wurde erneut ein Cosworth DFR verwendet, der anfänglich von Langford & Peck vorbereitet wurde. Ab dem Großen Preis von Kanada kam ein von Hart präparierter Motor zum Einsatz.

#### Die Weltmeisterschaftsläufe 1991

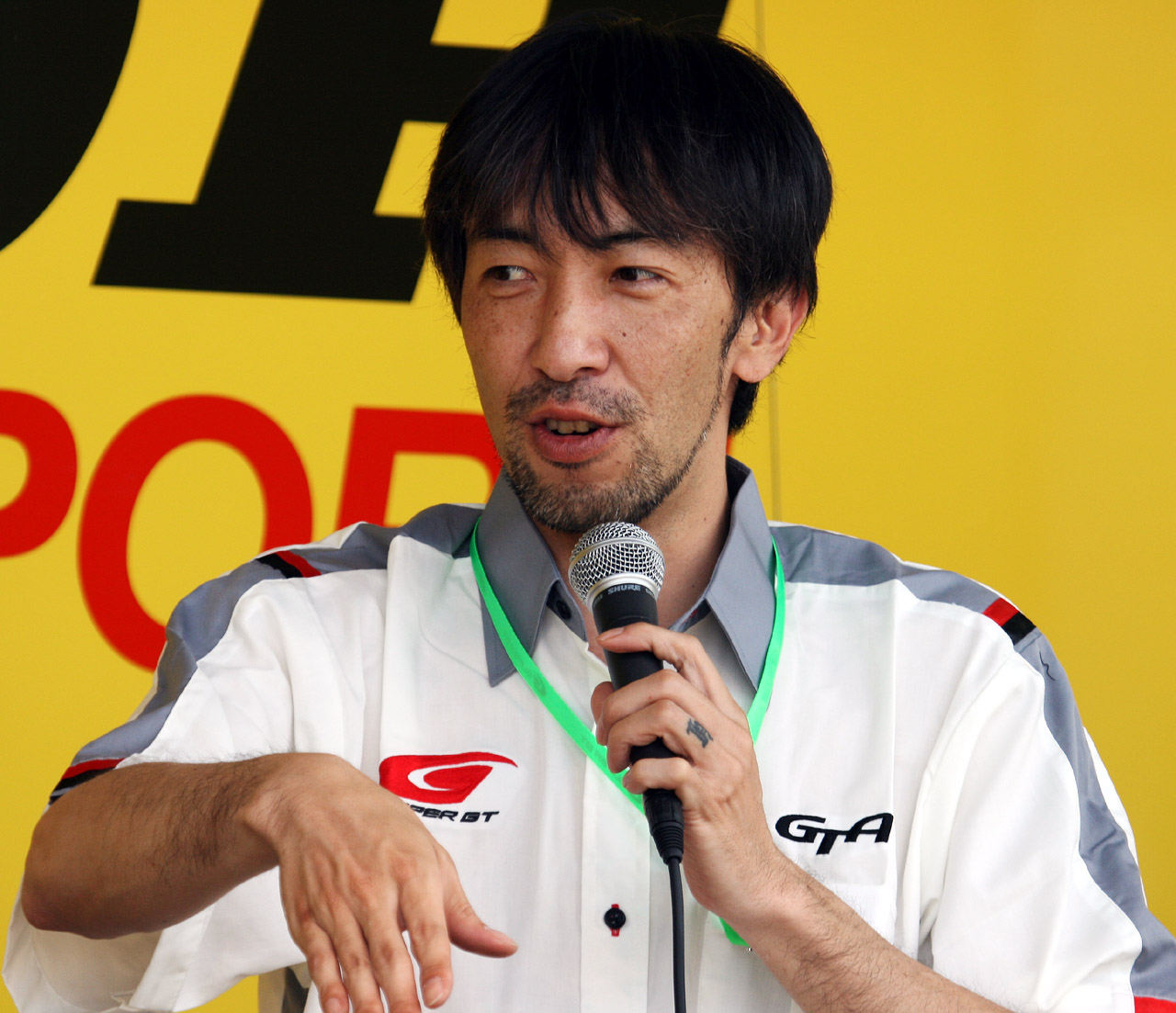
Letzter Coloni-Pilot in der Formel 1: Naoki Hattori

Coloni unterlag in der Saison 1991 wiederum der Vorqualifikation. Sie war notwendig geworden, da mit Jordan und dem Modena Team zwei neue Rennställe antraten und insgesamt 36 Autos um 26 Startplätze konkurrierten. Die Vorqualifikation erwies sich als unüberwindbare Hürde für Coloni. In keinem der 15 Rennen, an denen das Team teilnahm, konnte sich ein Coloni-Pilot vorqualifizieren. In den ersten Rennen des Jahres konnte sich Chaves noch das eine oder andere Mal vor Eric van de Poele (Modena Team) oder vor Olivier Grouillard (Fondmetal Corse) positionieren; seit dem Großen Preis von Monaco aber war er nahezu regelmäßig der langsamste Fahrer in der Vorqualifikation. Der Rückstand auf einen Platz, der zur Teilnahme an der Qualifikation berechtigte, betrug regelmäßig mehr als zwei Sekunden, in Einzelfällen waren es auch fünf (San Marino) oder gar elf Sekunden (Kanada).
Ein wesentliches Problem war der Umstand, dass Coloni das eigene Auto nicht renntauglich abstimmen konnte. Aus finanziellen Gründen war das Team nur selten in der Lage, den C4 zu testen. Abgesehen von einem kurzen Funktionstest im umbrischen Magione und den FOCA-Testfahrten in Imola im April 1990 fanden keinerlei Testfahrten statt, sodass keine Daten vorlagen, die bei der Abstimmung helfen konnten. Erschwerend kam hinzu, dass Chaves viele Rennstrecken nicht kannte. Chaves berichtete später, dass er nicht selten mit einem gänzlich unvorbereiteten Auto auf die Piste geschickt wurde und die Anweisung erhielt, das Beste daraus zu machen, ohne den Wagen zu beschädigen. Aber auch Reparaturarbeiten am Auto wurden nicht selten improvisiert. Problematisch war schließlich, dass sich der Fahrer, der Teamchef und die Mechaniker nicht in einer gemeinsamen Sprache verständigen konnten.
Wie schon in den Vorjahren war auch die Substanz des Autos nicht auf Formel-1-Niveau. Viele Teile waren veraltet oder notdürftig repariert; der Motor erfuhr seit Frühsommer 1990 keine Revision mehr. Die Zuverlässigkeit litt darunter erheblich. Das führte dazu, dass Chaves nahezu nie die vollen 60 Minuten nutzen konnte, die für die Vorqualifikation zur Verfügung standen. Zumeist konnte er wegen technischer Probleme entweder nur nach einer längeren Verzögerung die Boxengasse verlassen – in Deutschland und Ungarn stand er beispielsweise jeweils wegen einer defekten Benzinpumpe mehr als 30 Minuten untätig in der Box –, oder sein Auto fiel vorzeitig wegen technischer Defekte aus. So brach sowohl in San Marino als auch in Kanada nach wenigen Runden das Getriebe bzw. die Kraftübertragung. Da weder ein Ersatzauto noch Ersatzteile zur Verfügung standen, bedeutete jeder größere Defekt zwangsläufig das Ende der Bemühungen zur Vorqualifikation.
In der zweiten Saisonhälfte wurde das nicht mehr regelmäßig gewartete Cosworth-Triebwerk zum Hauptproblem. Zum Heimrennen des Teams in Monza explodierte der Motor bereits beim Aufwärmen in der Box; in Ermangelung eines Ersatzmotors konnte Chaves gar nicht erst in die Vorqualifikation starten. Der Tiefpunkt war beim folgenden Rennen in Portugal, Chaves’ Heimrennen, erreicht: Hier erlitt der Motor nach zehn Runden in der Vorqualifikation einen Ventilschaden. Auch hier hatte Coloni keinen Ersatzmotor, obwohl Chaves zuvor darauf bestanden hatte. Nach diesem Rennen beendete Chaves seinen Einsatz für Coloni. Für den anschließenden Großen Preis von Spanien gelang es Coloni nicht, einen Ersatzfahrer zu finden – Luis Pérez-Sala war angesprochen worden, hatte aber abgelehnt –, sodass das Team dieses Rennen auslassen musste. Für die letzten beiden Rennen des Jahres in Japan und Australien verpflichtete Coloni den jungen Debütanten Naoki Hattori, der in beiden Versuchen ebenfalls an der Vorqualifikation scheiterte. Die Überseerennen finanzierte das Team im Wesentlichen durch private Spenden: Lokale Rennfans durften für einen Preis von 250 Dollar pro Person ihre Unterschrift auf dem Rennwagen anbringen. Insgesamt fand Coloni etwa 3000 Interessenten.
Sowohl für Chaves als auch für Hattori blieben die Rennen für Coloni die einzigen Einsätze in der Formel 1. Danach erhielten sie keine weiteren Rennmöglichkeiten bei anderen Teams mehr.

#### Erneuter Verkauf
Seit Sommer 1991 befanden sich Colonis Finanzen „im freien Fall“. Anfänglich gab es Berichte über eine mögliche Fusion mit dem Modena-Team; daraus wurde allerdings nichts. Enzo Coloni versuchte daher seit Juli, sein Team zu veräußern. Im September 1991 fand er schließlich in dem italienischen Schuhfabrikanten Andrea Sassetti einen Käufer. Sassetti erklärte, den Rennstall 1992 unter der Bezeichnung Andrea Moda Formula an den Start zu bringen. Andrea Moda meldete 1992 zunächst einen leicht überarbeiteten Coloni C4B mit Judd-Motor, wurde aber von der Teilnahme am ersten Saisonrennen ausgeschlossen, weil unklar war, ob Sassetti neben dem Material Colonis auch dessen Startberechtigung gekauft hatte. Nach mehrwöchigen Verhandlungen und dem Aufbau eines völlig neuen Autos wurde das Team schließlich ab dem Großen Preis von Mexiko wieder zur Formel-1-Weltmeisterschaft zugelassen.

## Der Neuanfang in kleineren Rennsportklassen
Ab dem Jahr 1992 konzentrierte sich Enzo Colonis Team, das nunmehr Coloni Motorsport hieß, allein auf die italienische Formel-3-Meisterschaft. Paolo Coloni, der anfangs als Fahrer für Coloni aktiv war, übernahm mit der Zeit, unterstützt von seinem Vater, die Leitung des familiären Rennstalls. Bis 1996 war Coloni in dieser Meisterschaft engagiert. Ab 1997 kehrte Coloni Motorsport in die Internationale Formel-3000-Meisterschaft zurück, in der es bereits elf Jahre zuvor angetreten war. Das Team sollte sich in den folgenden Jahren zu einer festen Größe in dieser Klasse etablieren und zu Beginn der 2000er Jahre auch eine Reihe von Siegen einfahren. 2001 übernahm Coloni das Formel-3000-Team von Minardi und betrieb es parallel zu seinem eigenen Rennstall. Ab 2005 nahm Coloni Motorsport an der GP2-Serie teil, der Nachfolgeserie der Formel 3000. Zwischen 2006 und 2009 wurde das Team zusammen mit Giancarlo Fisichella unter dem Namen Fisichella Motor Sport International betrieben. Im Sommer 2009 trennten sich Fisichella und Coloni. Paolo Coloni war danach wieder alleiniger Inhaber des Rennstalls, den er zum Rennen in Valencia in Party Poker Racing Scuderia Coloni und später in Scuderia Coloni umbenannte. Coloni fuhr zwischen 2005 und 2011 zwar einige Siege ein; in der Teamwertung kam es allerdings in dieser Zeit über den fünften Platz (2006) nicht hinaus. 2011 gewann Colonis Fahrer Luca Filippi drei Rennen und wurde Vizemeister der Serie; das Team beendete die Saison auf Platz sieben der Teamwertung.

## Zahlen und Daten

### Alle Fahrer von Coloni in der Formel 1
| Name                  | Jahr(e) | Grands Prix | Punkte | Siege | Zweiter | Dritter | Poles | SR | bester WM-Rang |
| --------------------- | ------- | ----------- | ------ | ----- | ------- | ------- | ----- | -- | -------------- |
| Nicola Larini         | 1987    | 1           | —      | —     | —       | —       | —     | —  | —              |
| Gabriele Tarquini     | 1988    | 8           | —      | —     | —       | —       | —     | —  | —              |
| Roberto Moreno        | 1989    | 4           | —      | —     | —       | —       | —     | —  | —              |
| Pierre-Henri Raphanel | 1989    | 1           | —      | —     | —       | —       | —     | —  | —              |
| Enrico Bertaggia      | 1989    | —           | —      | —     | —       | —       | —     | —  | —              |
| Bertrand Gachot       | 1990    | —           | —      | —     | —       | —       | —     | —  | —              |
| Pedro Chaves          | 1991    | —           | —      | —     | —       | —       | —     | —  | —              |
| Naoki Hattori         | 1991    | —           | —      | —     | —       | —       | —     | —  | —              |

### Statistik in der Formel 1
| Saison | Teamname                      | Chassis                    | Motor                                                    | Reifen | GP | Siege | Zweiter | Dritter | Poles | schn. Rennrunden | Punkte | WM-Rang |
| ------ | ----------------------------- | -------------------------- | -------------------------------------------------------- | ------ | -- | ----- | ------- | ------- | ----- | ---------------- | ------ | ------- |
| 1987   | Enzo Coloni Racing Car System | Coloni FC187               | Cosworth DFZ (Novamotor) V8                              | G      | 1  | —     | —       | —       | —     | —                | —      | —       |
| 1988   | Coloni SpA                    | Coloni FC188 Coloni FC188B | Cosworth DFZ (Novamotor) V8                              | G      | 8  | —     | —       | —       | —     | —                | —      | —       |
| 1989   | Coloni SpA                    | Coloni FC188B Coloni C3    | Cosworth DFR (Langford & Peck) V8                        | P      | 5  | —     | —       | —       | —     | —                | —      | —       |
| 1990   | Subaru Coloni Racing          | Coloni C3B                 | Subaru MM3512 V12                                        | G      | 0  | —     | —       | —       | —     | —                | —      | —       |
| 1990   | Coloni Racing                 | Coloni C3C                 | Cosworth DFR (Langford & Peck) V8                        | G      | 0  | —     | —       | —       | —     | —                | —      | —       |
| 1991   | Coloni Racing Srl             | Coloni C4                  | Cosworth DFR (Langford & Peck) V8 Cosworth DFR (Hart) V8 | G      | 0  | —     | —       | —       | —     | —                | —      | —       |
| Gesamt | Gesamt                        | Gesamt                     | Gesamt                                                   | Gesamt | 14 | —     | —       | —       | —     | —                | —      | —       |

### Ergebnisse in der Formel 1
| Saison | Chassis                    | Nr. | Fahrer                | 1    | 2    | 3    | 4    | 5    | 6    | 7    | 8    | 9    | 10   | 11   | 12   | 13   | 14   | 15   | 16   | Punkte | Rang |
| ------ | -------------------------- | --- | --------------------- | ---- | ---- | ---- | ---- | ---- | ---- | ---- | ---- | ---- | ---- | ---- | ---- | ---- | ---- | ---- | ---- | ------ | ---- |
| 1987   | Coloni FC187               |     |                       |      |      |      |      |      |      |      |      |      |      |      |      |      |      |      |      | 0      | —    |
| 1987   | Coloni FC187               | 32  | Nicola Larini         |      |      |      |      |      |      |      |      |      |      | DNQ  |      | DNF  |      |      |      | 0      | —    |
| 1988   | Coloni FC188 Coloni FC188B |     |                       |      |      |      |      |      |      |      |      |      |      |      |      |      |      |      |      | 0      | —    |
| 1988   | Coloni FC188 Coloni FC188B | 31  | Gabriele Tarquini     | DNF  | DNF  | DNF  | 14   | 8    | DNQ  | DNQ  | DNQ  | DNQ  | 13   | DNF  | DNQ  | 11   | DNPQ | DNPQ | DNQ  | 0      | —    |
| 1989   | Coloni FC188B Coloni C3    |     |                       |      |      |      |      |      |      |      |      |      |      |      |      |      |      |      |      | 0      | —    |
| 1989   | Coloni FC188B Coloni C3    | 31  | Roberto Moreno        | DNQ  | DNQ  | DNF  | DNQ  | DNQ  | DNF  | DNQ  | DNF  | DNPQ | DNPQ | DNPQ | DNPQ | DNF  | DNPQ | DNPQ | DNPQ | 0      | —    |
| 1989   | Coloni FC188B Coloni C3    | 32  | Pierre-Henri Raphanel | DNPQ | DNPQ | DNF  | DNPQ | DNPQ | DNPQ | DNPQ | DNPQ | DNPQ | DNPQ |      |      |      |      |      |      | 0      | —    |
| 1989   | Coloni FC188B Coloni C3    | 32  | Enrico Bertaggia      |      |      |      |      |      |      |      |      |      |      | DNPQ | DNPQ | DNPQ | DNPQ | DNPQ | DNPQ | 0      | —    |
| 1990   | Coloni C3B Coloni C3C      |     |                       |      |      |      |      |      |      |      |      |      |      |      |      |      |      |      |      | 0      | —    |
| 1990   | Coloni C3B Coloni C3C      | 31  | Bertrand Gachot       | DNPQ | DNPQ | DNPQ | DNPQ | DNPQ | DNPQ | DNPQ | DNPQ | DNPQ | DNPQ | DNQ  | DNQ  | DNQ  | DNQ  | DNQ  | DNQ  | 0      | —    |
| 1991   | Coloni C4                  |     |                       |      |      |      |      |      |      |      |      |      |      |      |      |      |      |      |      | 0      | —    |
| 1991   | Coloni C4                  | 31  | Pedro Chaves          | DNPQ | DNPQ | DNPQ | DNPQ | DNPQ | DNPQ | DNPQ | DNPQ | DNPQ | DNPQ | DNPQ | DNPQ | DNPQ |      |      |      | 0      | —    |
| 1991   | Coloni C4                  | 31  | Naoki Hattori         |      |      |      |      |      |      |      |      |      |      |      |      |      |      | DNPQ | DNPQ | 0      | —    |

| Legende  | Legende            | Legende                                                          |
| Farbe    | Abkürzung          | Bedeutung                                                        |
| -------- | ------------------ | ---------------------------------------------------------------- |
| Gold     | –                  | Sieg                                                             |
| Silber   | –                  | 2. Platz                                                         |
| Bronze   | –                  | 3. Platz                                                         |
| Grün     | –                  | Platzierung in den Punkten                                       |
| Blau     | –                  | Klassifiziert außerhalb der Punkteränge                          |
| Violett  | DNF                | Rennen nicht beendet (did not finish)                            |
| Violett  | NC                 | nicht klassifiziert (not classified)                             |
| Rot      | DNQ                | nicht qualifiziert (did not qualify)                             |
| Rot      | DNPQ               | in Vorqualifikation gescheitert (did not pre-qualify)            |
| Schwarz  | DSQ                | disqualifiziert (disqualified)                                   |
| Weiß     | DNS                | nicht am Start (did not start)                                   |
| Weiß     | WD                 | zurückgezogen (withdrawn)                                        |
| Hellblau | PO                 | nur am Training teilgenommen (practiced only)                    |
| Hellblau | TD                 | Freitags-Testfahrer (test driver)                                |
| ohne     | DNP                | nicht am Training teilgenommen (did not practice)                |
| ohne     | INJ                | verletzt oder krank (injured)                                    |
| ohne     | EX                 | ausgeschlossen (excluded)                                        |
| ohne     | DNA                | nicht erschienen (did not arrive)                                |
| ohne     | C                  | Rennen abgesagt (cancelled)                                      |
| ohne     | keine WM-Teilnahme |                                                                  |
| sonstige | P/fett             | Pole-Position                                                    |
| sonstige | 1/2/3/4/5/6/7/8    | Punktplatzierung im Sprint-/Qualifikationsrennen                 |
| sonstige | SR/kursiv          | Schnellste Rennrunde                                             |
| sonstige | *                  | nicht im Ziel, aufgrund der zurückgelegten Distanz aber gewertet |
| sonstige | ()                 | Streichresultate                                                 |
| sonstige | unterstrichen      | Führender in der Gesamtwertung                                   |